# Črna
Čŕna je barva, ki jo je moč določiti z vidnim vtisom, ki ga občutimo ob gledanju v smer, od koder očesa ne doseže nobena vidna svetloba. Je nasprotje beli barvi, vtisu, ki nam ga daje katerakoli kombinacija barv, od katerih vsaka enakomerno vzburi vse tri vrste barvno občutljivih vidnih čutnic - čepkov. 
Pigmenti, ki vpijajo svetlobo, namesto da bi jo odbili nazaj v oko, »izgledajo črno«. Črn pigment lahko nastane kot kombinacija različnih pigmentov, ki skupno vpijajo vse barve. Če zmešamo tri osnovne pigmente v pravem razmerju, rezultat odbija tako malo svetlobe, da ga lahko imenujemo črn. 
Torej imamo dva na pogled nasprotna, a v resnici medsebojno dopolnjujoča se opisa črne. Črna je odsotnost vseh barv svetlobe ali pa široka kombinacija različnih barvnih pigmentov. 
V fiziki je črno telo popoln absorber svetlobe, po Einsteinovem pravilu pa je, ko je segreto, tudi najboljši oddajnik. Iz tega sledi, da je najboljše oddajajoče hlajenje, izven sončne svetlobe, z uporabo črne barve, vendar pa je pomembno, da je ta barva črna tudi v infrardečem spektru.
V osnovni znanosti se daljno ultravijolično valovanje imenuje »črna svetloba«, saj kljub temu, da je samo po sebi nevidno, temu povzroči fluoresciranje pri mnogih mineralih in drugih snoveh. 
Glejte tudi Osnovne barve in Osnovni pigmenti.

## Pomen
V zahodnem svetu se pridevnik črn navadno uporablja v negativnem smislu:
- Črn dan navadno pomeni tragičen ali žalosten dan
- Črna komedija je vrsta komedije, ki se ukvarja z morbidnimi in resnimi temami
- Barva žalovanja
- Črna lista je spisek nezaželenih oseb ali stvari
- Črni trg je nezakonito, nedovoljeno trgovanje
- Črna gradnja je nezakonita gradnja
- Črna mačka pogosto simbolizira nesrečo
- Črna ovca družine je lena, neodgovorna oseba
- Črne misli
- Črna groza
- Črna magíja je magija, usmerjena v škodo ljudi
- Črnosrajčnikiso bili italijanski fašistični vojaki
- Črnogleden človek vse v življenju vidi slabše, kot je

Črna barva ima lahko tudi pozitiven pomen:
- Pri nekaterih plemenih (Masaji), črno barvo povezujejo s črnimi oblaki, ki prinašajo dež, torej je simbol blaginje
- Črna je barva resnosti in avtoritete
- Črna oblačila pogosto nosijo duhovniki
- Najvišja stopnja pri borilnih veščinah je črn pas
- V financah črne številke pomenijo, da je denarno stanje pozitivno

Lahko pa se uporablja v nevtralnem smislu:
- črna luknja je v astrofiziki močna zgostitev mase
- v avtomobilističnih dirkah, črna zastava posameznemu vozniku signalizira, da mora nemudoma zapeljati v bokse
- poznamo črno raso
- črna pogosto simbolizira negotovost, skrivnostnost in neznano
- črna krogla je v biljardu končni cilj igre
- polirano črno ogledalo se uporablja pri prerokovanju
- nogometni sodniki navadno nosijo črne uniforme

Pogosto govorijo da je črna pomen smrti in žalosti, ampak je siva še bolj!